# Asplenium reuteri
Asplenium reuteri är en svartbräkenväxtart som beskrevs av Carl August Julius Milde. Asplenium reuteri ingår i släktet Asplenium och familjen Aspleniaceae. Inga underarter finns listade.